# YUGE (tacicaのアルバム)
『YUGE』（ユゲ）は、tacicaの4枚目のミニアルバム。2023年10月29日にSEMELPROUSから発売された。

## 解説
前作『singularity』から1年4ヶ月、ミニアルバムとしては『新しい森』から6年2ヶ月ぶりとなる作品。
先行で配信リリースされた「金糸雀」、「ナニユエ」を含む全6曲を収録。10月29日よりライブ会場でCDリリースされ、11月19日に配信リリースされる。またCDはSony Music Shop限定でツアー終了後に通販開始。

## 収録曲
全作詞・作曲：猪狩翔一
編曲：tacica, 野村陽一郎
1. ディスコード [4:05]
2. 金糸雀 [4:46]
3rd配信限定シングル表題曲。
3. 荒野を行く [3:57]
4. 遊戯 [2:23]
5. ナニユエ [4:14]
4th配信限定シングル表題曲。
6. ぼくら [4:07]